# Claude Lefort
Claude Lefort, anomenat fins a 1942 amb el cognom matern Claude Cohen (París, 21 d'abril de 1924 - París, 3 d'octubre de 2010), fou un filòsof francès conegut per la seva reflexió sobre la noció de totalitarisme, a partir de la qual va construir entre els anys 1960 i 1970 una filosofia de la democràcia com el règim polític en què el poder és un lloc buit, inacabat, sempre construint-se, en què s'alternen opinions i interessos divergents.
Antic director d'estudis de l'École des Hautes Études en Sciences Socials, fou membre del Centre d'Investigacions Polítiques Raymond-Aron, pertanyent a aquesta escola. Va treballar particularment sobre Maquiavel, Merleau-Ponty i sobre els règims del Bloc de l'Est.

## Biografia
Lefort es convertí en marxista durant la seva joventut, sota la influència del seu mestre Maurice Merleau-Ponty, però es mantingué crític respecte a la Unió Soviètica i s'implicà en el moviment trotskista. L'any 1943, organitzà una facció del Partit Comunista Internacionalista al Lycée Henri-IV de París. El 1947, trencà amb el trotskisme i fundà, amb Cornelius Castoriadis, la revista Socialisme ou barbarie, en què hi va escriure amb el pseudònim de "Claude Montal".
Ingressà a l'Associació Francesa de Filosofia el 1949 i obtingué un doctorat en lletres i humanitats. Ensenyà successivament a La Sorbona, a la Universitat de Caen i a l'EHESS.
En el si del grup Socialisme ou barbarie, participà en un moviment de desmitificació del marxisme. Discrepà sobre el concepte de totalitarisme i la relació directa entre classe obrera i partit comunista amb Jean-Paul Sartre, eminència intel·lectual de l'esquerra europea del moment. Per la qual cosa, Sartre afirmà "si jo fóra patró, seria lafortista". Socialisme ou barbarie considerava l'URSS com un estat que practicava el capitalisme d'estat, i donava suport a les revoltes antiburocràtiques d'Europa de l'Est, en particular a la Revolució hongaresa de 1956.
Treballà sobre l'obra de Maquiavel, i publicà Li Travail de l'œuvre, que el dugué a preguntar-se sobre la diversitat social, d'opinió i la democràcia. De 1976 a 1990, fou el director d'estudis a l'École des Hautes Études en Sciences Socials.
En els anys 70, desenvolupà el seu treball sobre els règims burocràtics d'Europa de l'Est. Llegí el llibre Arxipèlag Gulag i publicà un llibre sobre el seu autor, Aleksandr Soljenitsin. Les seves principals conclusions sobre el totalitarisme estalinista es publicaren el 1981 en un treball titulat L'Invention démocratique.
Lefort es morí el 3 d'octubre de 2010, als 86 anys, i la seva mort fou anunciada en el diari Libération, rotatiu fundat paradoxalment per Sartre.

## Concepció del totalitarisme
Lefort formà part dels teòrics de la política que consideren el totalitarisme com una categoria política nova, diferent en la seva essència de totes les categories emprades des de la Grècia clàssica, com les nocions de dictadura o tirania, a més, contràriament a autores com Hannah Arendt, que limiten el terme al Tercer Reich i l'URSS entre 1936 i 1953, Lefort l'aplica als règims d'Europa de l'Est en la segona meitat del segle xx, una època en què el terror, un element central del totalitarisme en altres autors, hi havia perdut la seva dimensió paroxística.
És en estudiar aquests règims, i després de la lectura de l'obra d'Aleksandr Soljenitsin, quan Lefort desenvolupà la seva anàlisi del totalitarisme, que encara que sense ser teoritzada en una obra unificada, s'exposa en La invenció democràtica. Els límits de la dominació totalitària (1981), una selecció d'articles escrits entre 1957 i 1980.

## Publicacions
- La Brèche, en col·laboració amb Edgar Morin, P. Coudray (pseudònim de Cornelius Castoriadis), Fayard, París, 1968.
- Éléments d'une critique de la bureaucratie, Droz, Ginebra, 1971. 2a edició amb Gallimard, París, 1979.
- The Age of Novelty. Telos 29 (tardor 1976). Telos Press, Ciutat de Nova York.
- Le Travail de l'œuvre, Machiavel, Gallimard, París, 1972 (reimprès col·l. «Tel», 1986).
- Un Homme en trop. Essai sur l'archipel du goulag de Soljénitsyne, Le Seuil, París, 1975 (reimprès, Le Seuil poche - 1986).
- Les Formes de l'histoire, Gallimard, París, 1978.
- Sur une colonne absente. Autour de Merleau-Ponty, Gallimard, París, 1978.
- L'Invention démocratique. Les Limites de la domination totalitaire, Fayard, París, 1981.
- Essais sur le politique: XIX e XX, Seuil, París, 1986.
- Écrire à l'épreuve du politique, Calmann-Lévy, París, 1992.
- La Complication, Fayard, París, 1999.
- Les Formes de l'histoire. Essais d'anthropologie politique, Gallimard, París, «Folio Essais», 2000.
- Le Temps présent, Belin, París, 2007.